# 穴居杜父魚
穴居杜父魚，為輻鰭魚綱鮋形目杜父魚亞目杜父魚科的其中一種，被IUCN列為易為保育類動物，為溫帶淡水魚，分布於北美洲美國密蘇里州Bois Brule淡水流域，體長可達10.3公分，棲息在礫石底質底中層水域，生活習性不明。

## 擴展閱讀
維基物種上的相關：穴居杜父魚